# Masters Doubles WCT 1974
Il Masters Doubles WCT 1974 è stato un torneo di tennis giocato sul sintetico indoor. È stata la 2ª edizione del Masters Doubles WCT, che fa parte del World Championship Tennis 1974. Il torneo si è giocato a Montréal in Canada, dal 2 al 5 maggio 1974.

## Campioni

### Doppio maschile
Bob Hewitt /  Frew McMillan hanno battuto in finale  Owen Davidson /  John Newcombe con il punteggio di 6–2, 6(6)–7, 6–1, 6–2